# Лепідомелан

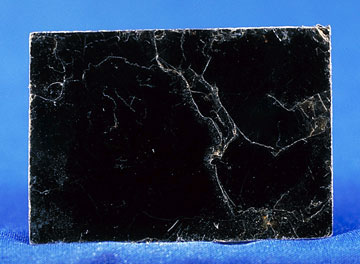
Зріз біотиту

Лепідомелан (рос. лепидомелан; англ. lepidomelane; нім. Lepidomelan m) — мінерал, залізистий різновид біотиту шаруватої будови.

## Загальний опис
Хімічна формула: KFe[(OH, F)2|AlSi3O10].
Зразки лепідомелану поблизу міста Маріуполя (Україна) містять (%): K2O — 7,78; FeO — 8,51; Fe2O3 — 24,60; Al2O3 — 11,70; SiO2 — 33,26; H2O — 2,50.
Домішки: Na2O (2,46); MgO (3,00); MnO (5,04).
Густина 3,0.
Колір чорний.
Зустрічається в вивержених породах, збагачених залізом і бідних на магній.
Від грецького «лепіс» — луска, пластинка і «мелас» — чорний (J.F.L. Hausmann, 1840).